# Michel Pécheux
Michel Pécheux (1911 - 1985) était un escrimeur français. Membre de l'équipe de France d'épée, il fut à plusieurs reprises médaillé lors des Jeux olympiques et des Championnats du monde. Il était maitre d'armes au Racing Club de France.

## Biographie
Il débute dans les compétitions scolaires aux alentours de 1923. Il reste par la suite sur le circuit international jusqu'en 1950, malgré la guerre.
Son maître enseignant était M. Mérignac.

## Palmarès

### Jeux olympiques
- Médaille d'or à l'épée par équipe aux Jeux olympiques d'été de 1948
- Médaille de bronze à l'épée par équipe aux Jeux olympiques d'été de 1936

### Championnats du monde
- Médaille d'or individuelle à l'épée en 1938 (face à l'italien E. Mangiarotti, en Tchécoslovaquie)
- Médaille d'or à l'épée par équipe en 1934
- Médaille d'or  à l'épée par équipe en 1935
- Médaille d'or à l'épée par équipe en 1938
- Médaille d'or à l'épée par équipe en 1947
- Médaille d'argent à l'épée par équipe en 1937
- Médaille d'argent à l'épée par équipe en 1950

### Championnats de France
- Champion de France à l'épée: 1936, 1937 et 1938[2].

### Autres titres
- Champion du monde universitaire à Budapest (années 1930).
- Challenge Monal à deux reprises en 1938 et 1942 [3].
- Tournois de Saint-Brieuc en juillet 1941[4].
- Tournois de Lisieux en octobre 1941[5].